# Державна інспекція містобудування України
Державна інспекція містобудування (ДІМ) України — колишній центральний орган виконавчої влади, діяльність якого спрямовує та координує Кабінет Міністрів України через Міністра розвитку громад та територій.
ДІМ реалізує державну політику з питань державного архітектурно-будівельного контролю та нагляду (крім надання (отримання, реєстрації), відмов у видачі чи анулювання (скасування) документів, що дають право на виконання підготовчих та будівельних робіт, прийняття в експлуатацію закінчених будівництвом об'єктів).
ДІМ у своїй діяльності керується Конституцією та законами України, указами Президента України та постановами Верховної Ради України, прийнятими відповідно до Конституції та законів України, актами Кабінету Міністрів України, іншими актами законодавства та цим Положенням.
Утворена Постановою Кабінету Міністрів України від 13 березня 2020 р. № 219
ДІМ реалізувала державну політику щодо архітектурно-будівельного контролю:
- підготовка та внесення на розгляд Міністра пропозицій щодо забезпечення формування державної політики з питань державного архітектурно-будівельного контролю та нагляду;
- Здійснення державного архітектурно-будівельного контролю за дотриманням замовниками, підприємствами, що надають технічні умови щодо інженерного забезпечення об'єкта будівництва, архітекторами та іншими проектувальниками, підрядниками, експертами, експертними організаціями та відповідальними виконавцями робіт, інженерами-консультантами, власниками будівель та лінійних споруд вимог законодавства у сфері містобудівної діяльності, будівельних норм, стандартів і правил під час виконання підготовчих та будівельних робіт;
- Здійснення державного архітектурно-будівельного нагляду за дотриманням вимог законодавства у сфері містобудівної діяльності, будівельних норм, стандартів і правил своїми територіальними органами, уповноваженими органами містобудування та архітектури, структурними підрозділами Київської та Севастопольської міських держадміністрацій та виконавчими органами сільських, селищних, міських рад з питань державного архітектурно-будівельного контролю, іншими органами, що здійснюють контроль у сфері містобудівної діяльності (далі — об'єкти нагляду), під час провадження ними містобудівної діяльності, а також за діяльністю органів, що здійснюють сервісну функцію та функцію технічного регулювання у сфері містобудування.[6]

23 грудна 2020 року Кабінет Міністрів України своєю постановою № 1340 «Деякі питання функціонування органів архітектурно-будівельного контролю та нагляду» ліквідував Державну інспекцію містобудування.

## Діяльність
ДІМ відповідно до покладених на неї завдань:
1. узагальнювала практику застосування законодавства з питань, що належать до її компетенції, розробляє пропозиції щодо вдосконалення законодавчих актів, актів Президента України та Кабінету Міністрів України, нормативно-правових актів Мінрегіону і в установленому порядку подає їх Міністру;
2. проводила перевірки:
  - відповідності виконання підготовчих та будівельних робіт вимогам будівельних норм, стандартів і правил, затвердженим проектним вимогам, рішенням, технічним умовам, своєчасності та якості проведення передбачених нормативно-технічною та проектною документацією зйомки, замірів, випробувань, а також ведення журналів робіт, наявності в передбачених законодавством випадках паспортів, актів і протоколів випробувань, сертифікатів та іншої документації.
  - відповідності будівельних матеріалів, виробів і конструкцій, що використовуються під час будівництва об'єктів, вимогам стандартів, норм і правил згідно із законодавством.
  - дотримання порядку обстеження та паспортизації об'єктів, а також здійснення заходів щодо забезпечення надійності та безпеки під час їх експлуатації.
  - законності рішень у сфері містобудівної діяльності, прийнятих об'єктами нагляду;
  - за дотриманням вимог законодавства у сфері містобудування підприємствами, що надають технічні умови щодо інженерного забезпечення об'єкта будівництва, архітекторами та іншими проектувальниками, підрядниками, експертами, експертними організаціями та відповідальними виконавцями робіт, інженерами-консультантами, власниками будівель та лінійних споруд і замовниками.
3. видавала обов'язкові до виконання приписи щодо:
  - усунення порушень вимог законодавства у сфері містобудівної діяльності, будівельних норм, стандартів і правил.
  - зупинення підготовчих та будівельних робіт.
  - усунення порушень вимог законодавства у сфері містобудівної діяльності об'єктами нагляду.
  - усунення порушень вимог законодавства у сфері містобудування підприємствами, що надають технічні умови щодо інженерного забезпечення об'єкта будівництва, архітекторами та іншими проектувальниками, підрядниками, експертами, експертними організаціями та відповідальними виконавцями робіт, інженерами-консультантами, власниками будівель та лінійних споруд і замовниками.
4. скасовувала чи зупиняла дію прийнятих об'єктами нагляду відповідно до визначених законом повноважень рішень, які порушують вимоги законодавства у сфері містобудівної діяльності.
5. складала акти перевірок, протоколи про вчинення правопорушень, розглядає справи про правопорушення у сфері містобудівної діяльності та справи про адміністративні правопорушення.
6. розглядала в порядку нагляду рішення про скасування чи зупинення дії рішень, прийнятих з порушенням вимог містобудівного законодавства об'єктами нагляду, зокрема щодо документів, які дають право на виконання підготовчих та будівельних робіт і засвідчують прийняття в експлуатацію закінчених будівництвом об'єктів, про повернення на доопрацювання, відмову у видачі, скасування або анулювання зазначених документів.
7. ініціювала в установленому порядку притягнення посадових осіб об'єктів нагляду до дисциплінарної відповідальності.
8. вносила в установленому порядку подання про звільнення посадової особи об'єкта нагляду до органу, який здійснив її призначення.
9. вносила в установленому порядку подання про позбавлення посадової особи об'єкта нагляду права виконувати певні види робіт до органу, яким таке право надавалося.
10. забороняла за вмотивованим письмовим рішенням експлуатацію закінчених будівництвом об'єктів, не прийнятих в експлуатацію.
11. здійснювала контроль за виконанням виданих приписів у визначених законодавством випадках.
12. здійснювала нагляд за дотриманням на відповідність вимогам законодавства будівельних норм, стандартів і правил, рішень, прийнятих територіальними органами ДІМ.
13. брала участь у підготовці міжнародних договорів України з питань державного архітектурно-будівельного контролю, укладає відповідно до законодавства міжнародні договори України міжвідомчого характеру та здійснює міжнародне співробітництво з питань, що належать до її компетенції.

## Голова ДІМ
6 травня 2020 Кабінет міністрів України призначив головою новоствореної Державної інспекції містобудування (ДІМ) України Юрія Васильченка.
Голова ДІМ виконував такі обов'язки:
1. очолює ДІМ, здійснює керівництво її діяльністю;
2. у межах компетенції організовує та контролює виконання в апараті ДІМ та її територіальних органах Конституції та законів України, актів Президента України, актів Кабінету Міністрів України, наказів міністерств;
3. вносить на розгляд Міністра пропозиції щодо забезпечення формування державної політики у відповідній сфері, зокрема розроблені ДІМ проекти законів, актів Президента України та Кабінету Міністрів України, наказів Мінрегіону, а також позицію щодо проектів, розробниками яких є інші міністерства;
4. забезпечує взаємодію ДІМ із структурним підрозділом Мінрегіону, визначеним Міністром відповідальним за взаємодію з ДІМ;
5. призначає на посади та звільняє з посад у порядку, передбаченому законодавством про державну службу, державних службовців апарату ДІМ (якщо інше не передбачено законом), укладає та розриває з ними контракти про проходження державної служби в порядку, передбаченому Кабінетом Міністрів України;
6. забезпечує реалізацію державної політики щодо державної таємниці, контроль за її збереженням в апараті ДІМ;
7. забезпечує організацію підготовки, перепідготовки та підвищення кваліфікації державних службовців і працівників ДІМ;
8. вирішує питання щодо заохочення та притягнення до дисциплінарної відповідальності державних службовців і працівників апарату ДІМ, керівників територіальних органів ДІМ, присвоює їм ранги державних службовців;
9. приймає в установленому порядку рішення про розподіл бюджетних коштів, розпорядником яких є ДІМ.